# Tratado de Saint-Germain-en-Laye

A subdivisão territorial do Império Austro-Húngaro depois da Primeira Guerra Mundial

O Tratado de Saint-Germain-en-Laye foi celebrado em 10 de setembro de 1919 pelos Aliados, vitoriosos, de um lado, e, de outro, pela nova República da Áustria, na cidade de Saint-Germain-en-Laye, França, após o término da Primeira Guerra Mundial. Da mesma forma que o Tratado de Versalhes concluído com a Alemanha contém o Pacto da Liga das Nações e, por este motivo, o tratado de Saint-Germain não foi ratificado pelos Estados Unidos.
O acordo declarava dissolvida a Monarquia Austro-Húngara. A nova República da Áustria, que incluía a maior parte dos territórios de língua alemã do antigo Império Austríaco, reconheceu a independência da Hungria, da Checoslováquia, da Polônia e do Reino dos Sérvios, Croatas e Eslovenos.

## Claúsulas
As cláusulas mais relevantes entre os 381 artigos do tratado foram:
- A Boêmia, a Morávia e algumas comunas da Baixa Áustria passaram para a recém-constituída Checoslováquia.
- O Tirol cisalpino (atual região do Trentino-Alto Ádige[2] (incluídos sete municípios que hoje são parte de outras regiões), o Vale Canale, o antigo condado principesco de Gorizia e Gradisca (incluídos doze município da ex-província de Údine), bem como partes da Ístria e da Dalmácia (hoje partes da Eslovênia e Croácia).
- Parte da Baixa Estíria e algumas partes da Caríntia passaram ao Reino da Sérvia, Croácia e Eslovênia.
- Foi estabelecido um referendo para decidir se o território de Klagenfurt na Caríntia devia pertencer à Áustria ou à Eslovênia.
- Parte do território ocidental da Hungria passou à Áustria com o nome de Burgenland.
- Proibiu-se a Áustria de comprometer a sua independência, o que impedia aquele país de unir-se política ou economicamente à Alemanha sem prévia anuência do Conselho da Liga das Nações.